# Przewód wyrównawczy

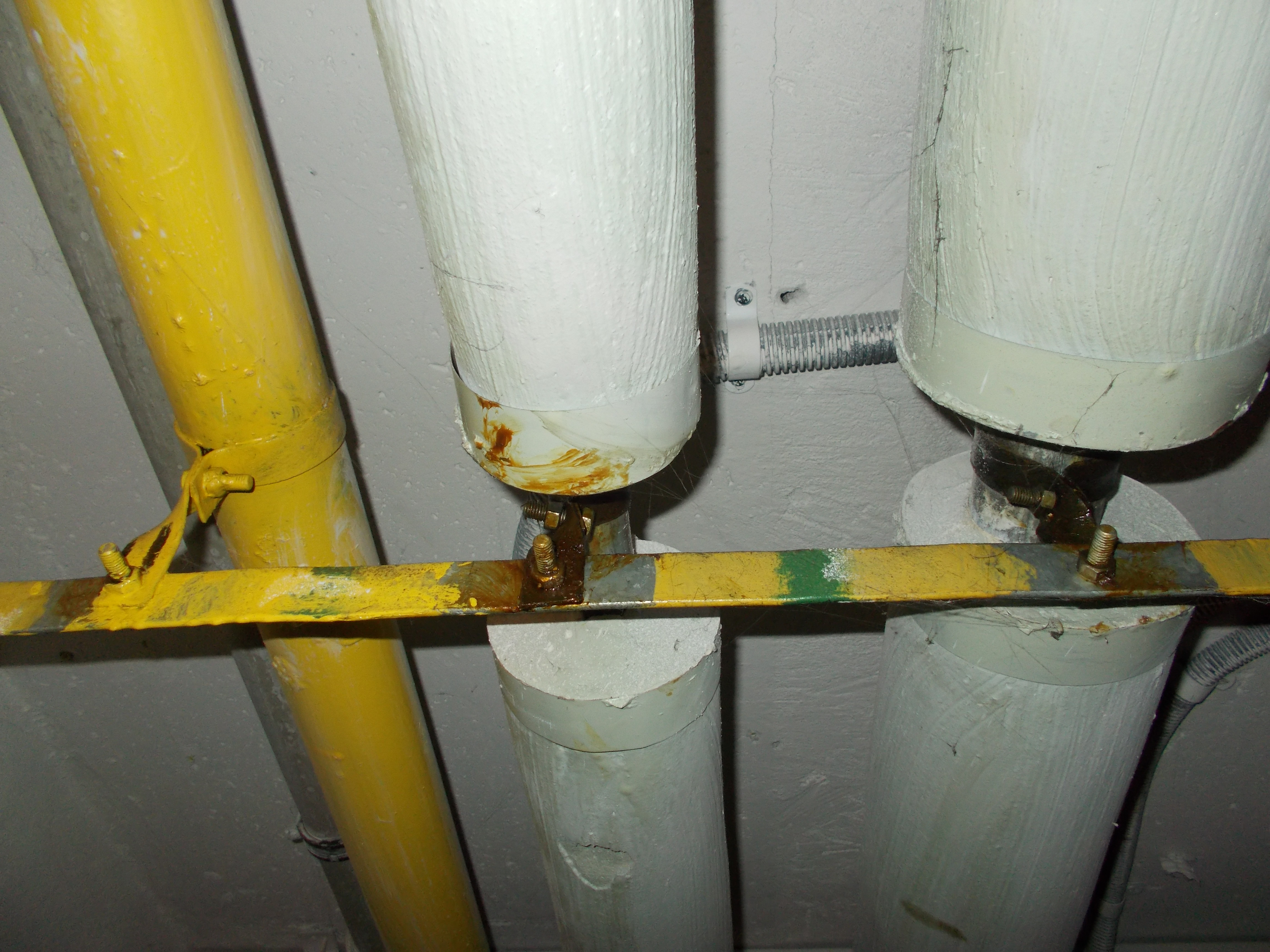
Jako przewód wyrównawczy główny łączący części przewodzące obce zastosowano przewód stalowy (bednarkę).

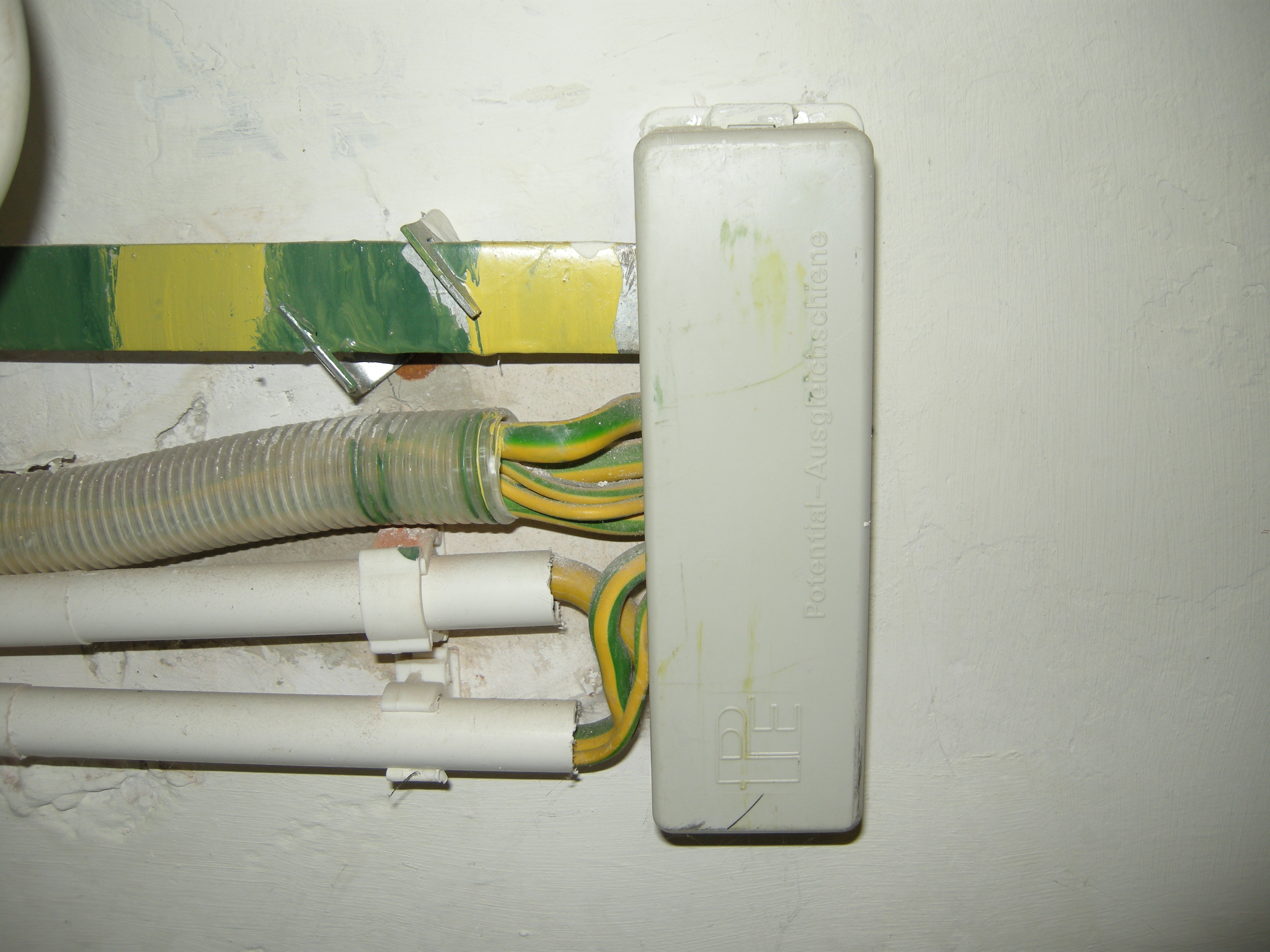
Przykład montażu przewodów wyrównawczych głównych podłączonych do głównej szyny uziemiającej.

Przewód wyrównawczy — (oznaczenie przewodu CC) przewód ochronny zapewniający wyrównanie potencjałów
Dzięki wyrównaniu potencjałów zmniejsza się wartość napięcia dotykowego na częściach przewodzących dostępnych. Wyróżniamy dwa typy przewodów wyrównawczych: główne i miejscowe.
- Przewody wyrównawcze główne powinny być umiejscowione w najniższej kondygnacji budynku. Przekrój poprzeczny nie powinien być mniejszy od połowy przekroju przewodów zastosowanych do zasilania budynku, jednak nie mniej niż 6 mm2. Jeżeli jest on wykonany ze stali, jego przekrój nie powinien być mniejszy niż 25 mm2[3]. Przewody wyrównawcze główne łączą szynę główną wyrównawczą z przewodem ochronnym zasilania budynku w rozdzielni głównej, z częściami przewodzącymi dostępnymi urządzeń, z częściami przewodzącymi obcymi (np. rury instalacji wodnej, kanalizacyjnej i gazowej, oraz metalowe elementy konstrukcji budynku).
- Przewody wyrównawcze miejscowe łączą części przewodzące dostępne. Ich przekrój nie powinien być mniejszy niż przekrój najmniejszego przewodu ochronnego zastosowanego do połączonego tych części. W przypadku połączenia części przewodzących dostępnych z częściami przewodzącymi obcymi, przekrój przewodu nie powinien być mniejszy niż połowa przekroju przewodu ochronnego podłączonego z częścią dostępną urządzenia. Kiedy przewód wyrównawczy miejscowy nie jest zabezpieczony przed uszkodzeniami mechanicznymi powinien mieć przekrój co najmniej 4 mm2.